# Incontri a Parigi
Incontri a Parigi è un film a episodi del 1995 diretto dal registra francese Éric Rohmer; racconta le vicende sentimentali di alcuni giovani ambientati in diversi luoghi di Parigi che sono anche auto-citazioni delle location di precedenti film del regista.

## Trama

### Appuntamento alle sette
Esther e Horace, due giovani fidanzati, non riescono a conciliare i rispettivi impegni per vedersi più spesso. SI danno appuntamento per il sabato successivo, ma fuori dall'università Esther incontra Félix, un compagno di corso che la corteggia; Félix le rivela che Horace ha appuntamento quasi ogni sera con una ragazza in un caffè del Beaubourg, lei dice di non credergli ma le rimane il dubbio.
Esther viene abbordata al mercato da un simpatico sconosciuto che la corteggia con un pretesto, lei non vuole dargli il proprio numero di telefono ma per una ragione che non sa spiegarsi gli dice che sarà alle 19 nel caffè che le ha rivelato Félix. Subito dopo si accorge che il suo portafoglio è sparito dalla borsa, e si dà della stupida per non aver capito che il giovane era un borsaiolo.
A sorpresa arriva a casa sua una ragazza, Aricie, che le riconsegna il portafoglio senza denaro ma con tutti i documenti, l'ha trovato sotto un albero. Chiacchierando, Esther viene a sapere che Aricie ha appuntamento proprio nel caffè in questione, al Beaubourg. Le coincidenze sembrano troppe, accetta l'invito della ragazza di recarsi con lei, e qui scopre che Aricie è la ragazza con cui si vede Horace, il suo fidanzato. I due fanno finta di non conoscersi, poi Esther li lascia. Horace la insegue e le dice che l'altra non è nulla per lui, ma è troppo tardi, lei lo lascia. Horace va via a sua volta senza tornare da Aricie; questa paga il conto e lascia il caffè proprio nel momento in cui sopraggiunge il giovane che aveva abbordato Esther al mercato, in tempo per l'appuntamento. Lei non scoprirà mai che non si tratta del ladro.

### Le panchine di Parigi
La protagonista è una giovane insegnante di matematica, il cui rapporto con il fidanzato Benoît è in crisi. La corteggia un coetaneo, insegnante di lettere, che la sollecita a affrontare il problema con il compagno. Lei non vuole andare a casa di lui, che è in attesa di trasferirsi in un appartamento da solo, per cui si danno appuntamento in diversi luoghi di Parigi: i lungosenna, la fontana Médicis, il cimitero di St. Vincent, il parchi di Belleville, della Villette, di Montsouris, i giardini del Trocadéro, le serres d'Auteuil e il Bateau-Lavoir. Lui insiste per mettersi insieme a lei, che resiste alle sue richieste.
Da un incontro all'altro, la stagione fredda avanza, vedersi in esterni è sempre più problematico. Improvvisamente è lei a prendere l'iniziativa: Benoît si assenterà per il fine settimana, propone al ragazzo di recarsi per tre giorni in un hotel di Montmartre, una specie di territorio neutrale. Lui non capisce, ma si adegua anche se li pretende di estendere il gioco fino a incontrarsi alla stazione con tanto di bagagli e recarsi insieme all'hotel.
Tutto sembra funzionare, i due sono felici, raggiungono Montamartre ma improvvisamente lei riconosce Benoît che sta entrando insieme a una ragazza sconosciuta nello stesso albergo. Le ha mentito, è evidente, non è partito per lavoro: anche lui conosce l'esistenza di questo alberghetto appartato. Il ragazzo dà per scontato che la scoperta dell'infedeltà di Benoît sanzioni la fine definitiva del loro rapporto traballante, ma non è così: lei lo accusa di pensare solo a se stesso perché propone di recarsi in un altro albergo, poi alla sua incomprensione gli fa presente che la storia con lui rappresenta solo un complemento di quella con Benoît, dal momento che con i fidanzato è finita non vede ragione di continuare con l'altro.

### Madre e figlio 1907
Il protagonista è un giovane pittore parigino che riceve nel suo studio la visita di una bella ragazza svedese, studentessa d'arte: l'ha inviata un'amica comune perché lui la accompagni al vicino Musée Picasso. Dal breve dialogo fra i due si capisce che hanno idee molto differenti sull'arte. Inoltre lei sembra non apprezzare la sua pittura.
La accompagna al museo ma all'ultimo momento preferisce non entrare perché teme di essere influenzato dalle opere di Picasso mentre si trova in un momento di creatività. La svedese entra sola, lui le dà appuntamento per la sera alle 21 alla brasserie “La Coupole”; torna verso l'atelier ma dopo pochi passi incrocia una bella ragazza che lo colpisce talmente da farlo tornare sui propri passi. La segue e vede che entra proprio al museo. A questo punto entra anche lui e torna dalla svedese. I due si mettono a chiacchierare d‘arte, il pittore si sposta verso la ragazza sconosciuta, seduta davanti al dipinto “Madre e figlio 1907”, e commenta a alta voce il quadro. Di nuovo pianta in asso la svedese quando vede che la giovane si allontana. La insegue e la ferma per strada. La giovane dice di essere svizzera, in viaggio di nozze, e di essersi interessata al dipinto di Picasso per aiutare il marito, editore d'arte.
Non sembra insensibile al giovane pittore, ma non è interessata al suo corteggiamento. Tuttavia, anche se ha solo un paio d'ore prima dell'appuntamento con il marito, gli chiede di vedere l'atelier. Al contrario della svedese, apprezza la sua arte ma respinge le sue avances anche se lui le rivela che questo colpo di fulmine non gli è mai successo con nessun'altra donna. Lo invita a ritornare dalla bella bionda con cui era al museo e se ne va, senza lasciare che lui la baci.
Il pittore si reca alla brasserie per recuperare almeno il rapporto con la svedese, attende parecchio tempo ma lei, naturalmente, dopo essere stata piantata in asso non si presenta all'appuntamento.

## Critica
Oltre a un turismo cinematografico in angoli spesso conosciuti, ma non per questo meno affascinanti, della capitale francese, Rohmer si permette di giocare a un turismo sentimentale anche nella propria filmografia: per esempio il boulevard de Courcelles di La fornaia di Monceau è lo stesso del corteggiamento al mercatino, i lungosenna di Il segno del leone ritornano all'inizio del secondo episodio. Anche dal punto di vista della lavorazione, il regista torna alla semplicità degli esordi, con l'operatore di macchina su una sedia a rotelle e le camera car effettuate spingendo a mano una Citroën 2CV.
Nella trama dei tre diversi episodi, un ruolo importante è giocato dal caso: la ragazza che trova il portafoglio è la stessa con cui si incontra Horace, l'uomo che entra nell'albergo dove sono diretti i fidanzati clandestini è Benoît, la novella sposa svizzera si reca proprio al museo dov'è in visita la studentessa svedese. Al tempo stesso, si intravede una sorta di zona d'ombra nel comportamento dei protagonisti, dal momento che nessuno può garantirci che le loro parole e azioni corrispondano a verità. Il giovane corteggiatore del mercato nel primo episodio (nel quale i protagonisti hanno nomi tratti da Corneille e Racine) è un ladro o no? Chi dice la verità, Aricie che sostiene di ricevere dieci telefonate al giorno da Horace o Horace che sostiene di essere lui l'oggetto del suo corteggiamento? La ragazza che si interessa al dipinto di Picasso nell'ultimo episodio è davvero sposata o lo dice solo per evitare complicazioni? È evidente che Rohmer ha sviluppato un rapporto di amore/odio nei confronti della parola, della quale i personaggi si servono per creare uno schermo che mascheri la verità delle loro intenzioni.
Nel percorso turistico di acuto-citazione, Rohmer compie nel terzo episodio una ideale vendetta: la giovane fornaia di Monceau nel primo film della serie Sei racconti morali riceveva un appuntamento serale dal suo corteggiatore, il quale poi lo disertava per aver incontrato lo stesso giorno la donna che sarebbe divenuta sua moglie. Qui invece nel terzo episodio il pittore attende inutilmente al ristorante fino a notte la svedese, soluzione di ripiego dato che la ragazza che veramente gli piace non gli ha dato corda. Vendetta compiuta.